# Long An (provincie)
Long An (vietnamsky Long An) je provincie na jihu Vietnamu. Žije zde téměř 1,5 milionu obyvatel, hlavní město je Tan An.

## Geografie
Provincie leží na jihu Vietnamu v deltě řeky Mekong nedaleko Ho Či Minova Města (dříve Saigon). Sousedí s provinciemi Dong Thap, Tien Giang, Ho Či Minovo Město a Tay Ninh.